# BBC Archives
BBC Archives é um álbum ao vivo da banda Iron Maiden. Neste disco estão incluídas gravações feitas entre os anos de 1979 e 1988. BBC Archives foi lançado como parte do boxset Eddie's Archive.

## Faixas
Todas as canções foram compostas por Steve Harris, com exceção das anotadas.

### Disco 1
| BBC Radio 1 Friday Rock Show, 14 de novembro de 1979 |                |                              |         |  |
| N.º                                                  | Título         | Compositor(es)               | Duração |  |
| 1.                                                   | "Iron Maiden"  |                              | 3:46    |  |
| 2.                                                   | "Running Free" | Paul Di'Anno, Harris         | 3:10    |  |
| 3.                                                   | "Transylvania" |                              | 4:03    |  |
| 4.                                                   | "Sanctuary"    | Di'Anno, Harris, Dave Murray | 3:45    |  |

| Reading Festival, 28 de agosto de 1982 |                           |                      |         |  |
| N.º                                    | Título                    | Compositor(es)       | Duração |  |
| 1.                                     | "Wrathchild"              |                      | 3:32    |  |
| 2.                                     | "Run to the Hills"        |                      | 5:36    |  |
| 3.                                     | "Children of the Damned"  |                      | 4:48    |  |
| 4.                                     | "The Number of the Beast" |                      | 5:29    |  |
| 5.                                     | "22 Acacia Avenue"        | Harris, Adrian Smith | 6:36    |  |
| 6.                                     | "Transylvania"            |                      | 6:20    |  |
| 7.                                     | "The Prisoner"            | Harris, Smith        | 5:50    |  |
| 8.                                     | "Hallowed Be Thy Name"    |                      | 7:37    |  |
| 9.                                     | "Phantom of the Opera"    |                      | 7:02    |  |
| 10.                                    | "Iron Maiden"             |                      | 4:58    |  |

### Disco 2
| Reading Festival, 23 de agosto de 1980 |                     |                 |         |  |
| N.º                                    | Título              | Compositor(es)  | Duração |  |
| 1.                                     | "Prowler"           |                 | 4:27    |  |
| 2.                                     | "Remember Tomorrow" | Di'Anno, Harris | 5:59    |  |
| 3.                                     | "Killers"           | Di'Anno, Harris | 4:43    |  |
| 4.                                     | "Running Free"      |                 | 3:53    |  |
| 5.                                     | "Transylvania"      |                 | 4:49    |  |
| 6.                                     | "Iron Maiden"       |                 | 4:56    |  |

| Monsters of Rock festival, Donington, 20 de agosto de 1988 |                                |                  |         |  |
| N.º                                                        | Título                         | Compositor(es)   | Duração |  |
| 1.                                                         | "Moonchild"                    | Dickinson, Smith | 5:43    |  |
| 2.                                                         | "Wrathchild"                   |                  | 3:00    |  |
| 3.                                                         | "Infinite Dreams"              |                  | 5:51    |  |
| 4.                                                         | "The Trooper"                  |                  | 4:05    |  |
| 5.                                                         | "Seventh Son of a Seventh Son" |                  | 10:27   |  |
| 6.                                                         | "The Number of the Beast"      |                  | 4:43    |  |
| 7.                                                         | "Hallowed Be Thy Name"         |                  | 7:10    |  |
| 8.                                                         | "Iron Maiden"                  |                  | 6:01    |  |
| Duração total:                                             | Duração total:                 | Duração total:   | 148:19  |  |

## Créditos
Os créditos de gravação são baseados em informações do encarte do álbum.
Iron Maiden
BBC Radio 1 Friday Rock Show, 14 de novembro de 1979
- Paul Di'Anno – vocal
- Steve Harris – baixo
- Dave Murray – guitarra
- Tony Parsons – guitarra[2]
- Doug Sampson – bateria[2]

Reading Festival, 28  de agosto de 1982
- Bruce Dickinson – vocal
- Steve Harris – baixo
- Dave Murray – guitarra
- Adrian Smith – guitarra
- Clive Burr – bateria

Reading Festival, 23  de agosto de 1980
- Paul Di'Anno – vocal
- Steve Harris – baixo
- Dave Murray – guitarra
- Dennis Stratton – guitarra
- Clive Burr – bateria

Monsters of Rock festival, Donington, 20  de agosto de 1988
- Bruce Dickinson – vocal
- Steve Harris – baixo
- Dave Murray – guitarra
- Adrian Smith – guitarra
- Nicko McBrain – bateria